# ادهیکاریگاما
ادهیکاریگاما (به لاتین: Adhikarigama) در سری‌لانکا است که در استان مرکزی (سری‌لانکا) واقع شده‌است.